# René Robert Cavelier de La Salle
René Robert Cavelier, senyor de La Salle (Rouen, Alta Normandia 22 de novembre 1643 - Navasota, Texas, 19 de març 1687) fou explorador i clergue francès, un dels primers a explorar la regió dels Grans Llacs als Estats Units d'Amèrica i el primer europeu a travessar el Mississipi de nord a sud, alhora que intentà establir-se al Golf de Mèxic.
Va estudiar amb els jesuïtes un temps, i el 1660 va prendre els vots sacerdotals. El 1667, però, en fou expulsat per "feblesa moral". Aleshores marxà a Amèrica, on el seu germà Jean, un frare sulpici, predicava als nadius. El 1669 va fer algunes exploracions a la zona del riu Ohio, i vers el 1674, patrocinat pel governador de Nova França, Louis de Baude Frontenac, va establir Fort Frontenac vora l'actual Kingston (Ontario), als marges del llac Ontario.
El 7 d'agost del 1679 s'uní a Henri de Tonti vora l'actual Niagara Falls i amb el vaixell Le Griffon navegà pels Grans Llacs i s'establí als marges del llac Michigan. Allí hi deixà Henri de Tonti i ell marxà pels rius Kankakee i Illinois, tot fundant-hi Fort Crèvecoeur (vora l'actual Peoria, Illinois). Alesahores tornà a Fort Crèvecoeur per queviures, però mentrestant Louis Hennepin fou capturat pels sioux i dut a Minnesota, alhora que els soldats s'amotinaren, destruïren el fort i exiliaren Tonti. La Salle capturà els amotinats al Llac Ontario i es reunís amb Tonti a Mackinaw.
Cap al 1682 sortí de Fort Crèvecoeur amb canoa i marxà Mississipi avall, i nomenà les terres de la desembocadura Louisiana en honor del rei Lluís XIV. Va construir Fort Prudhomme vora l'actual Memphis (Tennessee). El 1683 tornà a Fort Crèvecoeur i marxà cap a França a cercar reforços. El 1684 va tornar amb 4 vaixells i 300 colons, però l'expedició fou delmada pels pirates, la mala navegació i l'hostilitat dels indis. Un dels vaixells fou capturat pels pirates a la badia de Matagorda, però aconseguí establir-se a Fort Saint Louis (Texas). El 1687 patí un motí dels seus mariners durant una expedició en suport a Fort Saint Louis i fou assassinat a Navasota (Texas), els darrers colons que restaven foren massacrats pels karankawes el 1688. L'expedició que va fer Henri de Tonti el 1689 ja no hi va trobar ningú.